# Curral Grande
Curral Grande est un village du Cap-Vert dans l’île de Fogo.

## Démographie
Le village compte 398 habitants.